# Jean-Arnoud Léveil
Jean-Arnoud Léveil est un architecte français né à Paris le 29 août 1806 et mort à Paris 14e le 27 mars 1866.

## Biographie
Il entre à l'école des Beaux-Arts à quatorze ans, après une scolarité à l'École gratuite de dessin. Il remporte le second prix d'architecture en 1831 et le Premier prix de Rome en 1832 dont le sujet de concours était : un musée.
Pendant son séjour à Rome et en Italie, il fait un envoi de troisième année consacré à une étude du Forum.
De retour à Paris, il va reprendre pendant trois ans une partie de l'atelier de Jean-Nicolas Huyot.
Il a exécuté de nombreuses œuvres pour les éditeurs, par exemple des frontispices d'ouvrages d'architecture et de voyages, qui ont été présentés lors des Salons de 1845 et 1848.
Il a réalisé le plan de la Rome antique, sous Auguste et Tibère, d'après le plan du musée Capitolin, pour le livre Rome à l'époque d'Auguste.